# Дмитревский, Владимир Александрович
Владимир Александрович Дмитревский (настоящая фамилия Демерт; 19 (31) июля 1820 − 22 января (3 февраля) 1871) — русский драматический актёр Малого театра.

## Биография
Брат — Демерт, Николай Александрович (1835—1876), русский литератор, публицист, автор стихов, очерков и прозаических произведений.
В 1838—1839 гг. учился на философском факультете Казанского университета, где участвовал в любительских
спектаклях.
Сценическую деятельность начал c амплуа простака в Казани в труппе П. А. Соколова, затем в 1840-е гг. играл в Калуге и других провинциальных частных антрепризах. Постепенно перешёл на характерные роли.
В 1847 г. дебютировал на сцене Малого театра и в 1848 был зачислен в труппу. Репертуар его отличался большим разнообразием: артисту были подвластны как комические роли, так и трагедийные, и бытовые; с одинаковым успехом он играл и красавцев-любовников, и их простаков- или хитрецов-слуг; манерных аристократов и московских мещан.
Роли: Готье (комедия-водевиль «Записки демона» Араго и Вермона), Правдин («Недоросль»), Яичница и Кочкарёв («Женитьба»), Осип («Ревизор»), Фёдор («Свадьба Кречинского», первый исполнитель на премьере в Малом театре 28 ноября 1855 года); Боярышников («Не в деньгах счастье»), Дон Мендо («Саламейский алькад»); в пьесах Шекспира — Яго («Отелло»; сэр Тоби («Двенадцатая ночь»); в комедиях Мольера — Оргон и Клеант («Тартюф»), Жеронт («Лекарь поневоле»); особое место в творчестве артиста, как и во всем Малом театре второй половины XIX века, занимали пьесы Островского — был первым исполнителем 19 ролей в его пьесах на московской сцене, среди которых: Кулигин («Гроза», первый исполнитель 16 ноября 1859 года), Илья («Не так живи, как хочется»), Чебаков («Женитьба Бальзаминова», 1863 г.), Вышневский («Доходное место», 1863 г.), Голутвин («На всякого мудреца довольно простоты», 1868), Хлынов («Горячее сердце») и др.
В Малом театре проработал до 1871 г., одновременно в 1856—1862 преподавал в Московском театральном училище. После чего был определён на пенсионное обеспечение как артист императорских театров.